# Bill Hoest
Bill Hoest (1926-1988) est un dessinateur américain. Il est surtout connu pour avoir créé en 1968 la série de dessin humoristique The Lockhorns (en), diffusée dans plus de 500 journaux à son apogée et qui lui a valu deux prix de la National Cartoonists Society.

## Biographie
Après son service militaire dans la marine, Bill Hoest étudie durant deux années l'art à Cooper Union, une école de New York, puis travaille durant trois ans comme illustrateur de cartes postes pour la Norcross Greeting Card Company.
En 1951, il décide de travailler comme illustrateur indépendant, et livre des illustrations à de nombreux magazines durant la décennie, de Collier's Weekly à Playboy.
Au début des années 1960, il devient l'assistant de Harry Haenigsen (en) sur le comic strip Penny, et en assure seul la réalisation de 1965 à 1970, date à laquelle il crée son propre comic strip, My Son John, distribué par Chicago Tribune New York News Syndicate (en).
Entre-temps, il avait créé The Lockhorns (en), série de dessins d'humour mettant en scène la vie quotidienne d'un couple normal, les Lockhorn, diffusé à partir de 1968 par King Features Syndicate.
Malgré le rapide succès de cette série, il continue à en créer de nouvelles : la série de dessins Bumper Snickers dans National Enquirer en 1974, le strip quotidien Agatha Crumm (en) en 1977 pour King Features, Laugh Parade (en) (1980) et Howard Huge (en) (1981) pour Parade Magazine (dont il dirigeait la section bande dessinée depuis 1979), le comic strip What a Guy ! en 1987, etc.
Récompensé deux fois par la National Cartoonists Society pour The Lockhorn, et une fois pour ses gags parus dans des magazines, Hoest est devenu président de l'association en 1987.
Il meurt en 1988 d'un cancer. Sa femme Bunny et son assistant John Reiner poursuivent ses séries The Lockhorn (toujours diffusée en 2019) et Agatha Crumm (interrompue en 1996).

## Prix
- 1976 : Prix de la National Cartoonists Society du dessin humoristique (journal) pour The Lockhorns (en)
- 1978 : Prix de la NCS du dessin humoristique (magazine)
- 1981 : Prix de la NCS du dessin humoristique (journal) pour The Lockhorns